# Shigenobu Fujimoto
Shigenobu Fujimoto (藤本重信?, Fujimoto Shigenobu; Tokyo, 3 settembre 1939) è un pallanuotista giapponese.
Ha partecipato, come membro del Giappone, alle Olimpiadi di Roma 1960 e di Tokyo 1964, partecipando al torneo di pallanuoto.
Ha vinto 1 oro ai Giochi asiatici del 1962.